# Liste des monuments historiques de Tourcoing
Ce tableau présente la liste de tous les monuments historiques classés ou inscrits dans la ville de Tourcoing, Nord, en France.

## Liste
| Monument                                                                                                 | Adresse                        | Coordonnées                      | Notice                    | Protection | Date | Illustration |
| --- | ------------------------------ | -------------------------------- | ------------------------- | ---------- | ---- | --- |
| Banque Joire (élévation, écurie, vestibule, bureau, sellerie, escalier, verrière en couverture, coupole) | 49 rue de Lille                | 50° 43′ 20″ nord, 3° 09′ 20″ est | « PA59000039 »            | Inscrit    | 1998 | Banque Joire (élévation, écurie, vestibule, bureau, sellerie, escalier, verrière en couverture, coupole)« Banque Joire », notice no PA59000039, sur la plateforme ouverte du patrimoine, base Mérimée, ministère français de la Culture |
| Bourloire La Concorde                                                                                    | 2 rue de Seclin                | 50° 42′ 43″ nord, 3° 10′ 07″ est | « PA59000102 »            | Inscrit    | 2003 | Bourloire La Concorde |
| Bourloire Notre-Dame de Consolation                                                                      | 101 rue du Pont-de-Neuville    | 50° 44′ 25″ nord, 3° 10′ 05″ est | « PA59000101 »            | Inscrit    | 2003 | Image manquante Téléverser |
| Bourloire La Nouvelle Bourloire                                                                          | 98 rue de Dunkerque            | 50° 43′ 04″ nord, 3° 08′ 43″ est | « PA59000098 »            | Inscrit    | 2003 | Image manquante Téléverser |
| Bourloire Saint-Charles                                                                                  | 27 rue de Strasbourg           | 50° 42′ 55″ nord, 3° 09′ 08″ est | « PA59000097 »            | Inscrit    | 2003 | Image manquante Téléverser |
| Bourloire Saint-Christophe                                                                               | 36 rue du Moulin-Fagot         | 50° 43′ 28″ nord, 3° 10′ 05″ est | « PA59000096 »            | Inscrit    | 2003 | Image manquante Téléverser |
| Bourloire Saint-Éloi                                                                                     | 71 rue de Riez                 | 50° 41′ 39″ nord, 3° 08′ 52″ est | « PA59000100 »            | Inscrit    | 2003 | Bourloire Saint-Éloi |
| Bourloire Saint-Louis                                                                                    | 109 rue Ingres                 | 50° 44′ 03″ nord, 3° 09′ 26″ est | « PA59000103 »            | Inscrit    | 2003 | Image manquante Téléverser |
| Bourloire Saint-Raphaël                                                                                  | 443 rue des Trois-Pierres      | 50° 44′ 06″ nord, 3° 11′ 37″ est | « PA59000099 »            | Inscrit    | 2003 | Bourloire Saint-Raphaël |
| Ancienne chambre de commerce et d'industrie de Tourcoing                                                 |                                | 50° 43′ 15″ nord, 3° 09′ 27″ est | « PA59000205 »            | Inscrit    | 2019 | Ancienne chambre de commerce et d'industrie de Tourcoing |
| Chapelle du Vœu de Tourcoing                                                                             | 18-20 rue Faidherbe            | 50° 43′ 09″ nord, 3° 09′ 36″ est | « IA59000447,PA59000215 » | Inscrit    | 2019 | Chapelle du Vœu de Tourcoing |
| Église Notre-Dame-des-Anges de Tourcoing                                                                 | 73bis rue Nationale            | 50° 43′ 27″ nord, 3° 09′ 19″ est | « PA00107836 »            | Inscrit    | 1981 | Église Notre-Dame-des-Anges de Tourcoing |
| Église du Sacré-Cœur de Tourcoing                                                                        |                                | 50° 42′ 41″ nord, 3° 09′ 30″ est | « PA59000204 »            | Inscrit    | 2019 | Église du Sacré-Cœur de Tourcoing |
| Église Saint-Christophe de Tourcoing                                                                     | Rue de Tournai                 | 50° 43′ 19″ nord, 3° 09′ 35″ est | « PA00107837 »            | Inscrit    | 1981 | Église Saint-Christophe de Tourcoing |
| Gare de Tourcoing                                                                                        |                                | 50° 43′ 00″ nord, 3° 10′ 05″ est | « PA00107838 »            | Inscrit    | 1984 | Gare de Tourcoing |
| Hospice général de Tourcoing (chapelle, cloître, galerie, réfectoire, élévation)                         | Rue Léon-Salembien             | 50° 43′ 14″ nord, 3° 09′ 49″ est | « PA00107839 »            | Inscrit    | 1981 | Hospice général de Tourcoing (chapelle, cloître, galerie, réfectoire, élévation)« Hospice général », notice no PA00107839, sur la plateforme ouverte du patrimoine, base Mérimée, ministère français de la Culture                      |
| Hôtel Pollet-De Gottal                                                                                   |                                | 50° 43′ 22″ nord, 3° 09′ 07″ est | « PA59000208 »            | Inscrit    | 2019 | Hôtel Pollet-De Gottal |
| Hôtel de ville de Tourcoing                                                                              | Place Victor-Hassebroucq       | 50° 43′ 26″ nord, 3° 09′ 39″ est | « PA00107840 »            | Inscrit    | 1981 | Hôtel de ville de Tourcoing |
| Maison du Broutteux                                                                                      | 19 rue Watteeuw                | 50° 43′ 11″ nord, 3° 09′ 15″ est | « PA59000218 »            | Inscrit    | 2019 | Maison du Broutteux |
| Maison du collectionneur                                                                                 | 3 square Winston-Churchill     | 50° 43′ 23″ nord, 3° 09′ 41″ est | « PA59000212 »            | Inscrit    | 2021 | Maison du collectionneur |
| Maison d'habitation Vendeveegaete (cage d'escalier, élévation)                                           | 33 rue Pasteur                 | 50° 43′ 36″ nord, 3° 09′ 52″ est | « PA59000072 »            | Inscrit    | 2001 | Image manquante Téléverser |
| Monuments aux morts dit Monument de la Victoire                                                          | Place de la Victoire           | 50° 43′ 03″ nord, 3° 09′ 30″ est | « PA59000143 »            | Inscrit    | 2009 | Monuments aux morts dit Monument de la Victoire« Monument de la Victoire », notice no PA59000143, sur la plateforme ouverte du patrimoine, base Mérimée, ministère français de la Culture                                               |
| Palais Vaissier (pavillon, élévation, clôture, toiture, grille)                                          | 2, 8, 20 rue de Mouvaux        | 50° 41′ 45″ nord, 3° 08′ 39″ est | « PA00107841 »            | Inscrit    | 1988 | Palais Vaissier (pavillon, élévation, clôture, toiture, grille)« Ancien Palais Vaissier », notice no PA00107841, sur la plateforme ouverte du patrimoine, base Mérimée, ministère français de la Culture                                |
| Pavillons Métropole de Jean Prouvé                                                                       | 97, 99 rue du Général-Marchand | 50° 44′ 04″ nord, 3° 08′ 34″ est | « PA00135490 »            | Inscrit    | 1995 | Pavillons Métropole de Jean Prouvé |
| Tissage Louis Lepoutre (conciergerie, mur de clôture, élévation)                                         | 156 chaussée Pierre-Curie      | 50° 44′ 10″ nord, 3° 10′ 35″ est | « PA59000063 »            | Inscrit    | 2000 | Tissage Louis Lepoutre (conciergerie, mur de clôture, élévation)« Ancien tissage Louis Lepoutre », notice no PA59000063, sur la plateforme ouverte du patrimoine, base Mérimée, ministère français de la Culture                        |